# Пушницкий, Виталий Юрьевич
Вита́лий Ю́рьевич Пушни́цкий (род. 7 июля 1967 года, Ленинград, РСФСР, СССР) — российский художник (живописец, график, скульптор). Также известен как автор инсталляций, арт-объектов, мультимедиа-работ. Активно экспериментирует с новыми техниками и материалами. Один из ведущих современных российских художников. С 2022 года публикует книги философской прозы.

## Биография
Виталий Пушницкий родился в 1967 году в Ленинграде. После окончания Ленинградской средней художественной школы учился на графическом факультете Института живописи, скульптуры и архитектуры им. И. Е. Репина (1988—1994). С 1994 года член Санкт-Петербургского Союза художников. Начиная с 2002 года получает гранты на проекты за границей:
- 2012 — Cite International des Arts. Париж, Франция
- 2007 — The Tamarind Institute, Университет Нью-Мексико, Альбукерке, США
- 2005 — Университет Джавахарлала Неру. Нью-Дели, Индия
- 2002 — Kala Art Institute. Нью-Йорк — Сан-Франциско, США

Работы художника находятся в коллекции Государственного Эрмитажа, Русского музея и других престижных как российских, так и зарубежных институций. 
Персональные выставки Пушницкого прошли в Государственном Русском музее (2002),  Государственном Эрмитаже (2006), Московском Музее современного искусства (2012), Новом Музее (2016; 2018).
Сотрудничает с крупными российскими и иностранными галереями. Автор и один из трех кураторов оригинального выставочного проекта — галереи «Белка & Стрелка» на одном из чердаков в доме на Фонтанке. Это один из важных опытов самоорганизации художников в Санкт-Петербурге, он стоит в линейке подобных современных проектов, которые вошли в публикации исследователей artist-run spaces в России.
Кроме того, художник представлен российскими галереями Marina Gisich Gallery и Pop/off/art Gallery.
В его работах классические изобразительные языки соединены со стратегиями и технологиями современного искусства. Палитра техник, в которых работает художник, простирается от живописи до видеоинсталляций, и нередко техника специально разрабатывается для конкретного проекта.

Андрей Фоменко, подчеркивая разнообразие источников, на которые опирается живопись Пушницкого (от импрессионизма до живописи пятен), особо отмечает её связь с символизмом рубежа XIX и XX веков: 
По своей эстетике, по чувству цвета и формы, да и по символически-мифологическому содержанию эти работы [из цикла «Промежуток. Лес» (2022)] ближе всего к «ноктюрнам» Джеймса Уистлера, поздним вещам Клода Моне (от «Руанского собора» до «Кувшинок») и особенно к цветным работам (пастельным и масляным) Одилона Редона. Противостояние лучезарного небесного и непроницаемого подземного миров, бездны света вверху и бездны мрака внизу, четверки белоснежных коней и хтонического Пифона в редоновской «Колеснице Аполлона» (1905–1914) максимально созвучно работам Пушницкого. В них тоже сталкиваются тьма и свет, и результаты этой встречи переменчивы: иногда торжествует одно начало, иногда другое, а иногда они смешиваются до неразличимости, растекаясь пятнами цвета неопределенной конфигурации или распускаясь цветами Персефоны.
В 2011 году английское издательство Phaidon включило Пушницкого в международный список из 115-ти художников, определяющих новые перспективы в живописи.
Выпустил три книги философской прозы («Сад», 2022 ; «Лес», 2023,  «Пятница», 2024). 
В 2024 году стал лауреатом премии журнала «Собака.ru» «ТОП50. Самые знаменитые люди Петербурга» в номинации «Искусство». 
В настоящее время проживает с семьей в Санкт-Петербурге.

## Работы разных лет

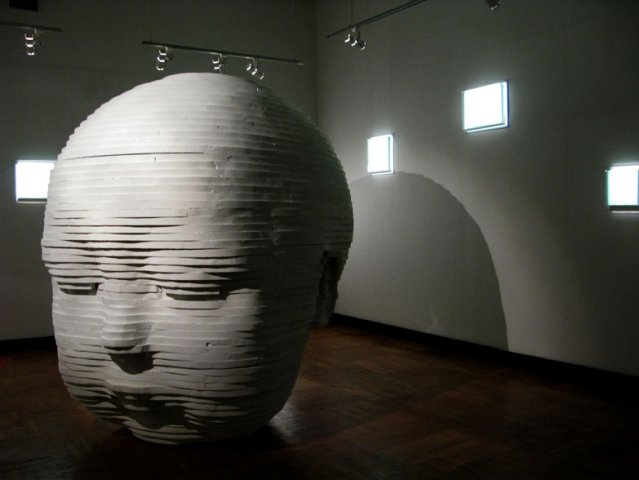
"Son", пенополистерол, 300x300x300 см, 2008
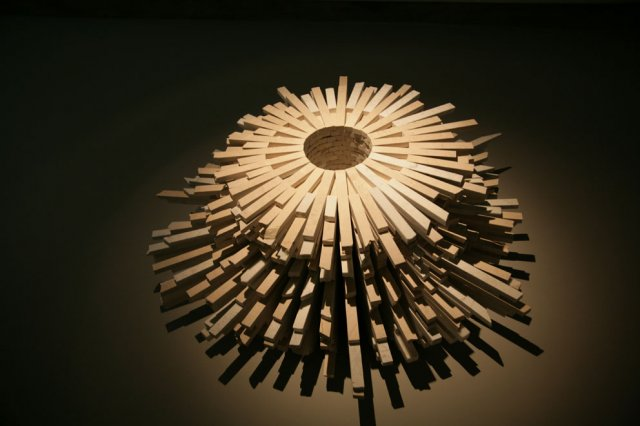
"Структура времени", мрамор, 45x60 cm, 2009
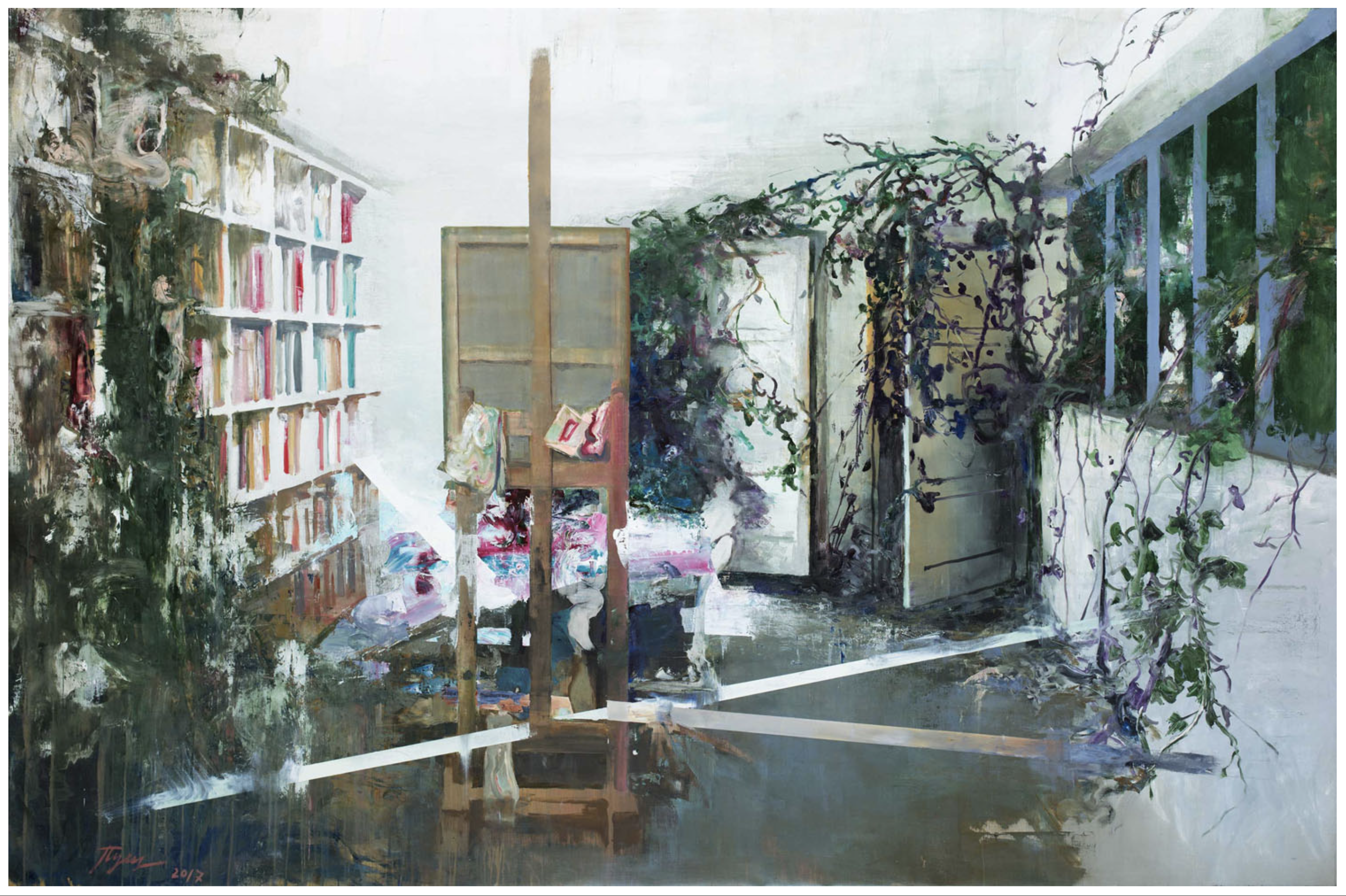
Студия. Ожидание №14. Токио. 2018. Холст, масло. 190х290 см
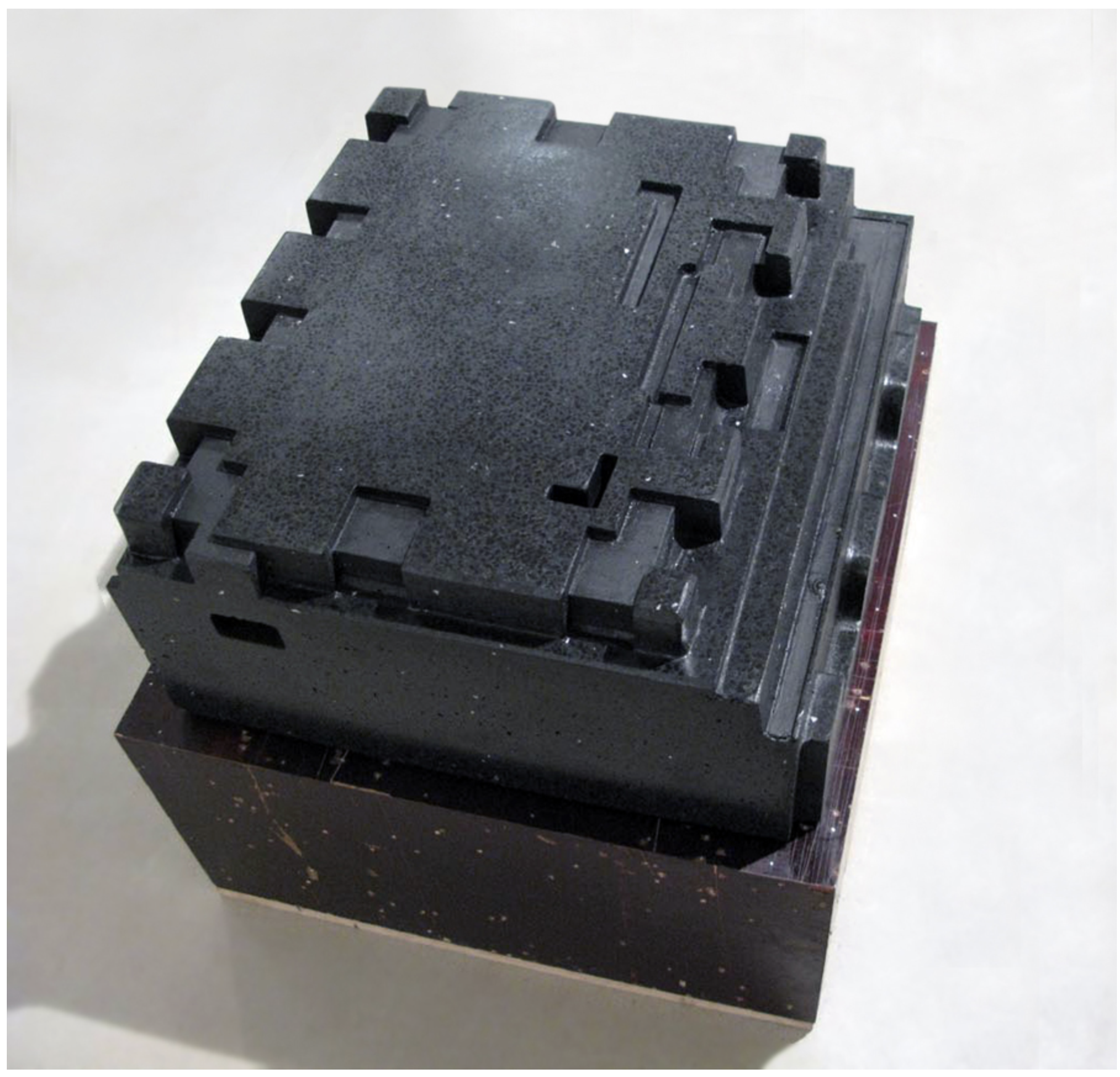
Банк. 2009 Цемент, гранит, полировка 45x60x45 см
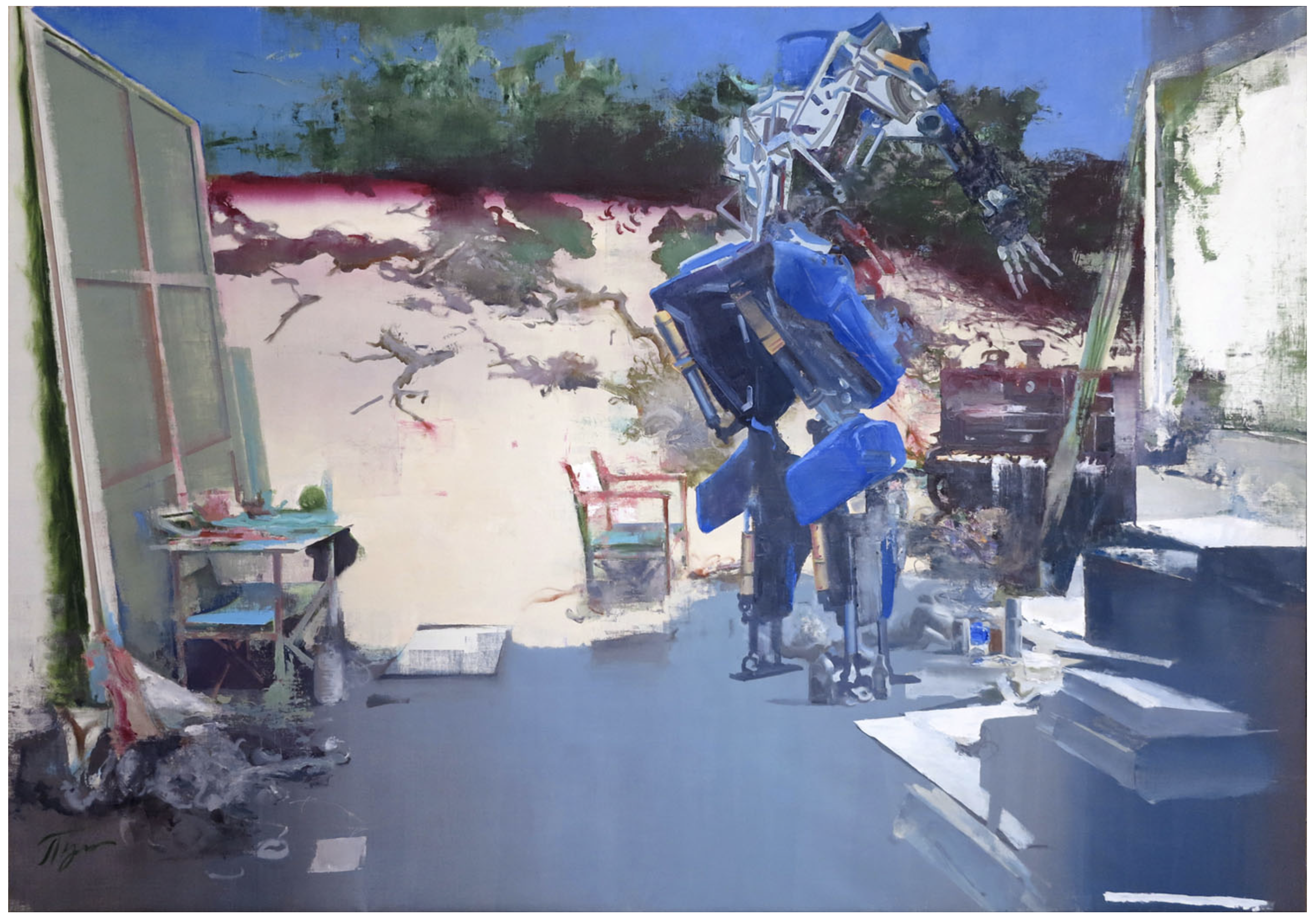
Студия. Много видели красивого мои глаза, но вернулись к вам белые хризантемы. 2019. Холст, масло. 190х295 см
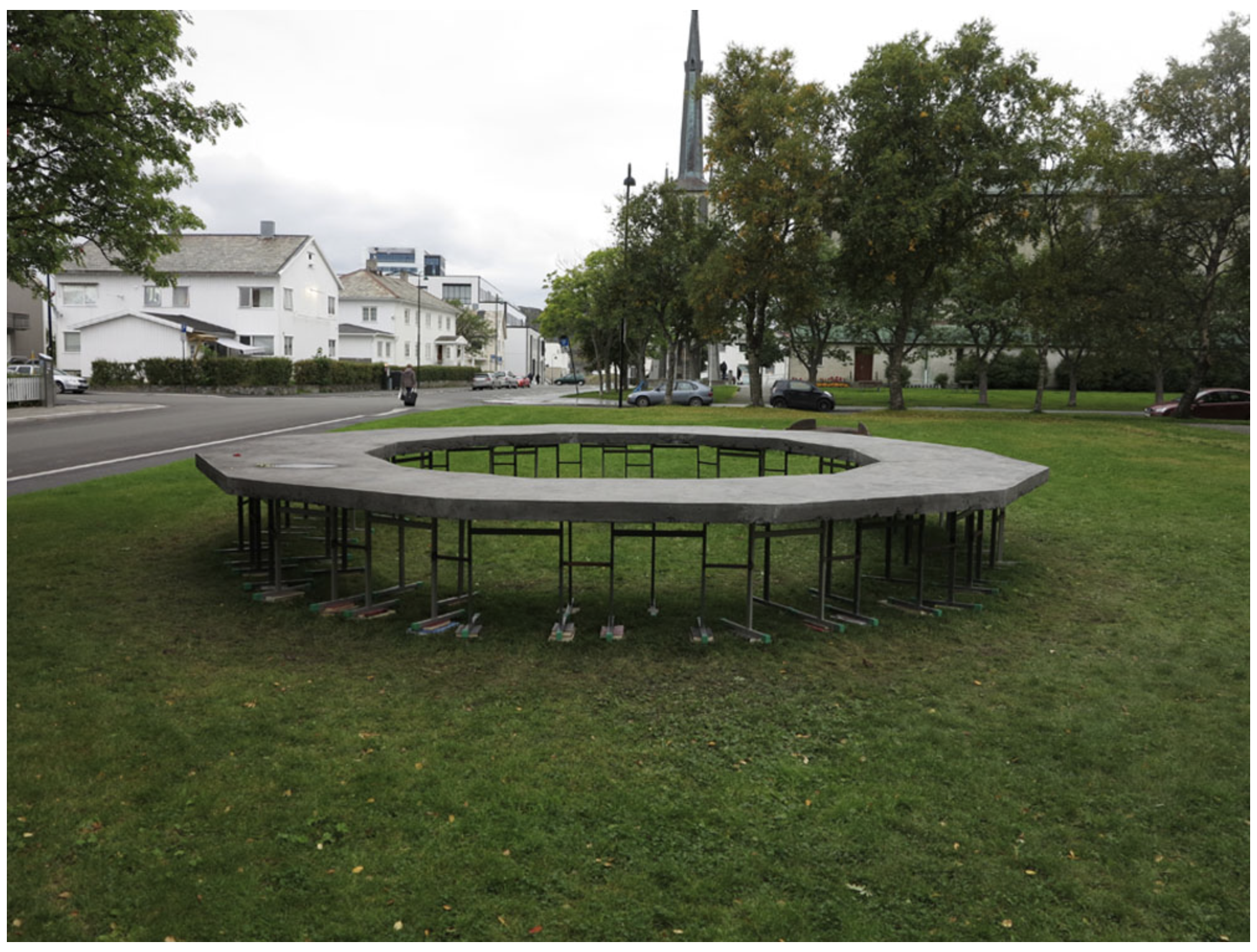
Метод наблюдения. 2017. Школьные парты, бетон, книги. Диаметр 800 см.
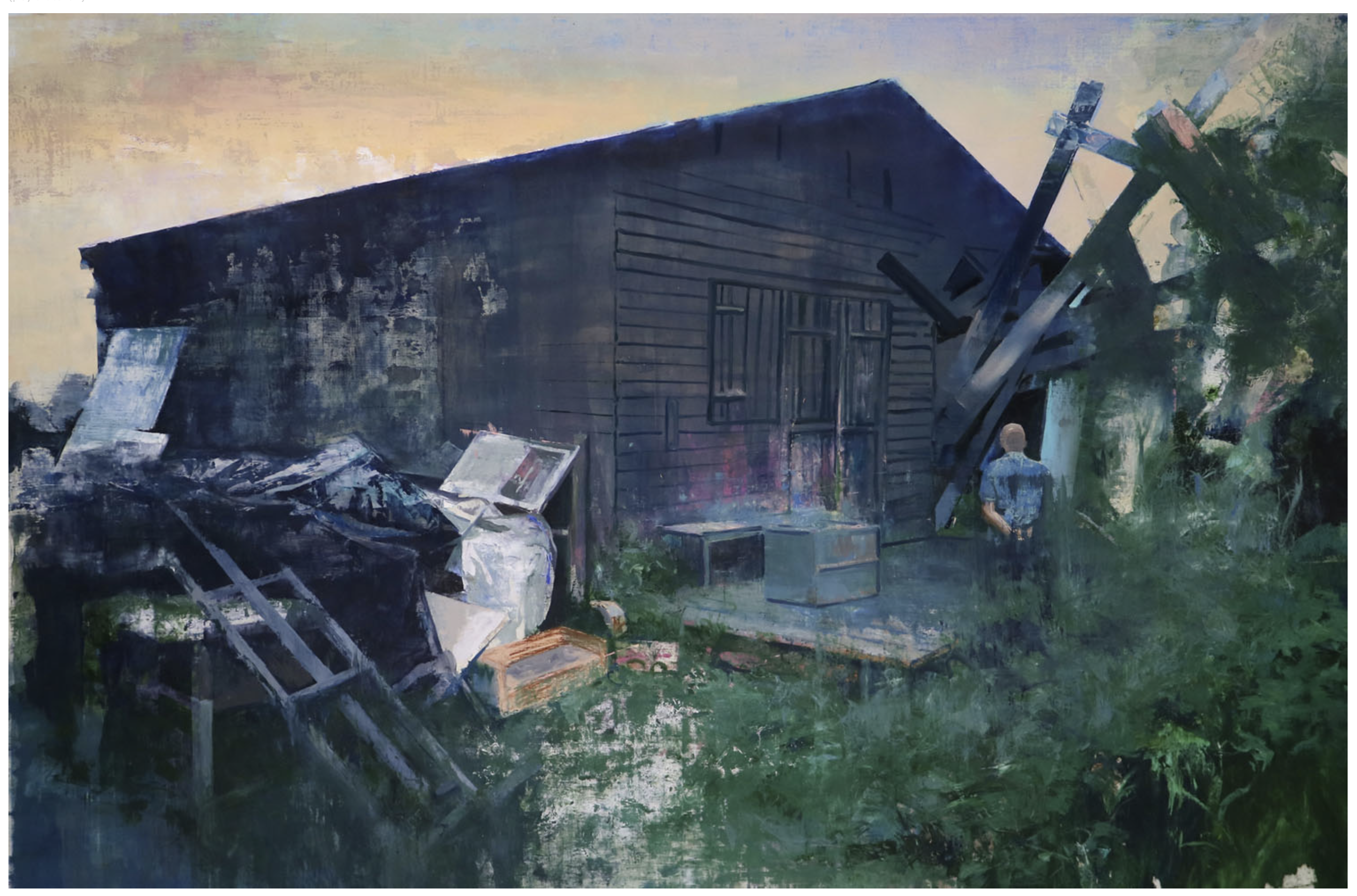
Студия. Ожидание №16. 2018. Холст, масло. 195х295 см
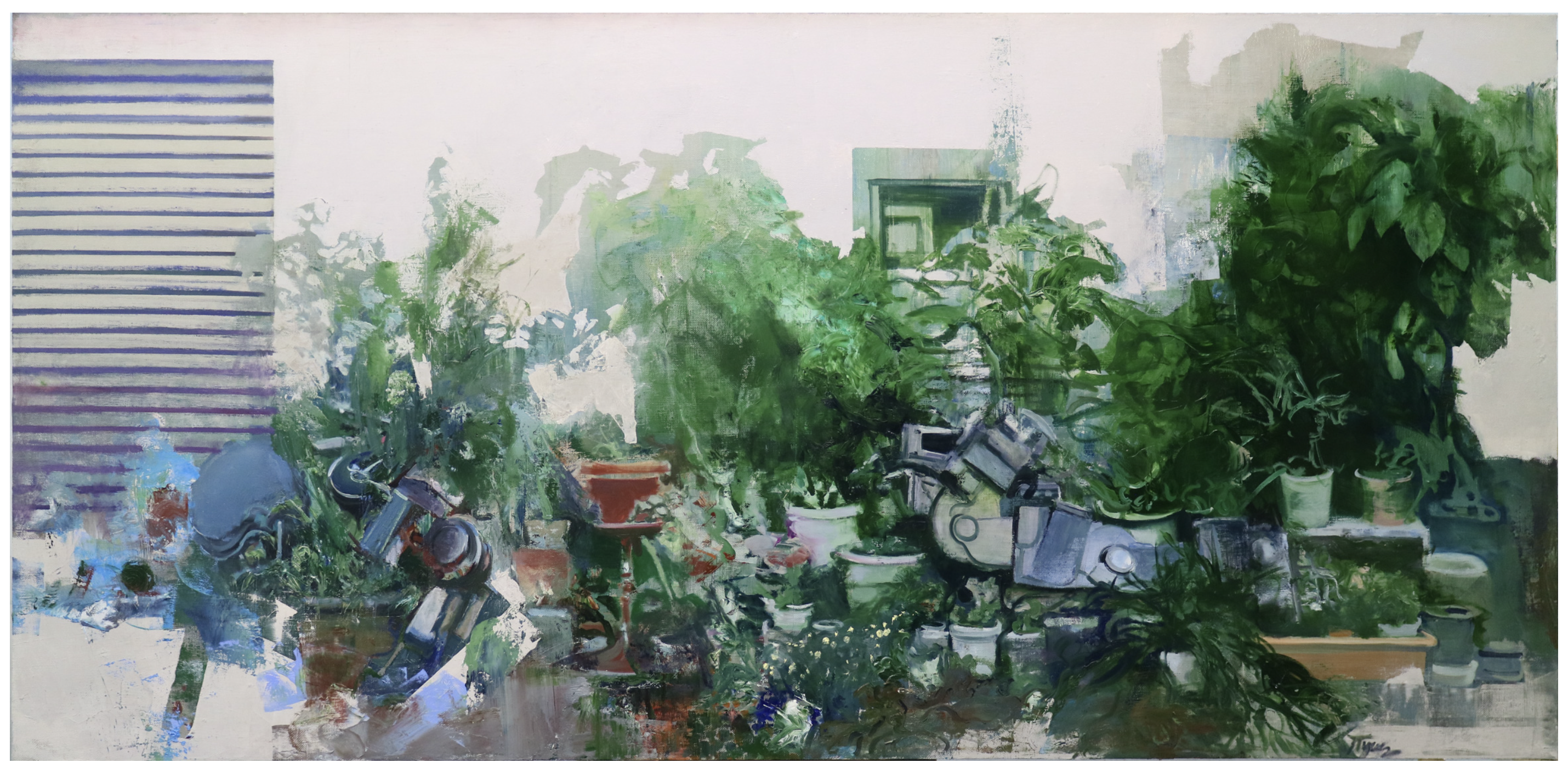
Токио. Наблюдение за полетом мотылька. 2019. Холст, масло. 130х250 см
Остров 1. 2024. 195х150. Холст, масло

## Музейные коллекции и фонды
- Государственный Русский музей, Санкт-Петербург, Россия
- Государственный Эрмитаж, Санкт-Петербург, Россия
- Государственный центр современного искусства, Москва, Россия
- Новый музей, Санкт-Петербург, Россия
- Музей современного искусства Эрарта, Санкт-Петербург, Россия
- Московский музей современного искусства, Москва, Россия
- Коллекция Red Bull, Зальцбург, Австрия
- Красноярский музейный центр, Красноярск, Россия
- Музей сновидений Зигмунда Фрейда, Санкт-Петербург, Россия
- Музей современного искусства ART4.RU, Москва, Россия
- Музей современного искусства ПЕРММ, Пермь, Россия
- Фонд RuArts, Москва, Россия
- Фонд Колодзей, Хайленд Парк, Нью-Джерси, США
- Kolding Art Institute, Колдинг, Дания.
- Калининградская государственная художественная галерея, Калининград, Россия
- Новосибирская государственная художественная галерея, Новосибирск, Россия
- Kala Art Institute, Беркли, Сан-Франциско, США.
- ArtLink Collection, Нью-Йорк, США.

Работы также находятся в частных коллекциях в Дании, Германии, Франции, Швеции, Голландии, США и России.

## Персональные выставки
2024
- Остров. Галерея pop/off/art. Москва

2023
- Fields. Shtager&Shch gallery. Лондон. Великобритания
- Орфей в Аиде. Marina Gishich gallery. Санкт-Петербург

2022
- Сад. Галерея ГРАУНД Солянка. Москва

2021
- GAP. Галерея pop/off/art. Москва

2020
- Амперсанд. Marina Gishich gallery. Санкт-Петербург
- Дыхание. Erika Deak Gallery. Будапешт, Венгрия

2019
- Growing. Painting. AlexanderGallery. Рос. Черногория
- Growing. Painting. Галерея pop/off/art. Москва

2018
- Growing Painting. Галерея pop/off/art. Москва, Россия
- TRIBUTE. Painting. Новый музей. Санкт-Петербург, Россия

2017
- Студия. Ожидание. CosMoscow. Москва, Россия
- TRIBUTE. Erika Deak Gallery. Будапешт, Венгрия
- TRIBUTE. Школа Masters. Санкт-Петербург, Россия

2016
- Ожидание. Галерея Марины Гисич. Санкт-Петербург, Россия

2015
- Среда обитания. Студия. CosMoscow. Москва, Россия

2014
- «Другой дом». Параллельная программа МАНИФЕСТА 10. Первый Кадетский корпус, Санкт-Петербург
- «Точки зрения. Луны» галерея pop/off/art, ЦСИ Винзавод, Москва

2013
- Точки зрения, Новый Музей. Санкт-Петербург
- Точки зрения. Часть III. ТК Galeria D’Art. Барселона, Испания

2012
- Точки зрения. Часть II. Новый музей. Санкт-Петербург, Россия
- Точки зрения. Часть I. Erika Deak Gallery. Будапешт, Венгрия
- Механизмы времени. Московский музей современного искусства. Москва, Россия
- Point. Галерея pop/off/art. Москва, Россия

2011
- Настоящий голубой цвет ничем не запятнаешь. Frantz Gallery Space. Нью-Йорк, США
- Point. Korjaamo Gallery. Хельсинки, Финляндия
- Выход. Галерея Марины Гисич. Санкт-Петербург, Россия
- Ожог. Al-Gallery. Санкт-Петербург, Россия
- Дата Рождения. Sputnik Gallery. Нью-Йорк, США

2010
- Чувство масштаба. ТК Galeria D’Art. Барселона, Испания
- Возвращенный свет. Пермская государственная художественная галерея. Пермь, Россия

2009
- Возвращенный свет. В рамках 6-й Новосибирской биеннале графики. Новосибирский государственный художественный музей. Новосибирск, Россия
- Возвращенный свет. Красноярский музейный центр. Красноярск, Россия;
- Тюрьмы, Храмы и Банки. Huset Guldager Gallery. Бловен, Дания
- Здесь и Сейчас. Проект Faбrika. Москва, Россия (параллельная программа, 3-я Московская биеннале современного искусства)
- Здесь и Сейчас. Al-Gallery. Санкт-Петербург, Россия
- Камера: Solitary Confinement. Фонд RuArts. Москва, Россия

2008
- SON. Al-Gallery. Санкт-Петербург, Россия
- Реконструкция. Галерея «Ателье № 2». Москва, Россия (совм. с П.Белым)
- Incidere Venecia. Галерея pop/off/art. Москва, Россия
- Ожог. Frantz Gallery Space. Нью-Йорк, США
- Дата рождения. Галерея Марины Гисич. Санкт-Петербург, Россия

2007
- Письма с окраин Империи. Al-Gallery. Санкт-Петербург, Россия
- LUX. Галерея pop/off/art (параллельная программа, 2-я Московская биеннале современного искусства). Москва, Россия

2006
- Железный век. Государственный Эрмитаж. Государственный центр современного искусства. Санкт-Петербург, Россия
- Атмосфера. Huset Gallery Guldager. Гриндстед, Дания

2005
- Корни. Terra Artis. Кухмалахти, Тампере, Финляндия
- Реакция. Галерея Д-137. Санкт-Петербург, Россия
- Отпечатки. AM Gallery/pARTner Gallery. Москва, Россия

2004
- Интроспекция. Галерея Марата Гельмана. Москва, Россия

2003
- Трансляция. Государственный центр фотографии Министерства культуры Российской Федерации. Санкт-Петербург, Россия
- Небо. Галерея КвадраТ. Санкт-Петербург, Россия
- Иосиф Бродский. Урания. Музей Анны Ахматовой в Фонтанном доме. Санкт-Петербург, Россия

2002
- Интроспекция. Государственный Русский музей. Санкт-Петербург, Россия

2001
- Поэт Железного века. Галерея-103. Пушкинская 10. Санкт-Петербург, Россия
- Circenses et Panem. Holstebro Musik Theatre. Хольстебро, Дания

2000
- Инвентаризация. Кунсткамера. Фестиваль «Современное искусство в традиционном музее». Санкт-Петербург, Россия
- Интроспекция. Gallery Garden. Гриндстед, Дания
- Русский художник. Museum of Olgod. Олгод, Дания
- Черные ящики сновидений. Музей сновидений Зигмунда Фрейда. Санкт-Петербург, Россия

1999
- Рефлексии. Галерея A-Я. Государственный центр фотографии Министерства культуры Российской Федерации. Санкт-Петербург, Россия

1998
- Рефлексии. Gallery Garden. Гриндстед, Дания

1997
- Русский художник. Private Hospital. Аабенра, Дания
- Русский художник. Horsens City Library. Хорсенс, Дания

1996
- Русский художник. Political Institute. Нью-Кюбинг-Фалстер, Дания
- Русский художник. Проект «Европейская культурная столица». Old Huset. Колдинг, Дания

1995
- Река, веер и меч. Галерея «Борей». Санкт-Петербург, Россия

1994
- Соло. Галерея «Хирон». Санкт-Петербург, Россия

## Групповые выставки
2023
- Ответвление. Арсенал. Нижний Новгород

2021
- 104 Introduces. 104GALERIE. Токио, Япония

- Новые руины. Стекло. ЦВЗ «Манеж». Санкт-Петербург

2020
- За тучами фьюче. ДК Громов. Санкт-Петербург

2020-2019
- Ориентирование на местности. VIII Московская биеннале. Третьяковская галерея на Крымском валу. Москва

2019
- 8-я Московская международная Биеннале современного искусства. Основной проект: Ориентирование на местности. Москва, Россия
- Хоть стой хоть падай. Стрит Арт Музей. Санкт-Петербург, Россия
- Жизнь после жизни. ЦВЗ Манеж. Санкт-Петербург, Россия
- Красота+/-. ЦВЗ Манеж. Санкт-Петербург, Россия

2018
- Прорыв. Фонд Екатерина. Москва, Россия
- Под покровом реальности. Галерея Марины Гисич. Санкт-Петербург, Россия
- Choice. Sam Ducan Gallery. Лейпциг, Германия

2017
- Интерпретации. Университет Ка’Фоскари, Cyland Media Art Lab. Венеция, Италия
- Интерпретации. 10-й Сyfest. Академия Художеств. Санкт-Петербург, Россия

2016
- 5-я Балтийская биеннале современного искусства. Санкт-Петербург, Россия
- Russian Contemporary: Drawing. No Limits. Лондон, Англия
- Следы разума. Сyfest NYC. Pratt Institute. Нью-Йорк, США

2015
- Провенанс. Галерея Марины Гисич. Санкт-Петербург, Россия
- Россия. Реализм. XXI век. Государственный Русский Музей. Санкт-Петербург, Россия
- Россия. Реализм. XXI век. Государственный Русский Музей. Санкт-Петербург, Россия
- Картина после Живописи. Академия Художеств. Санкт-Петербург, Россия
- Real in Irreal. Музей Wooyang. Кванджу, Корея
- Павильон Республики Маврикия. 56ая Венецианская Биеннале. Венеция, Италия
- On my Way. Университет Ка’Фоскари, Cyland Media Art Lab. Венеция, Италия

2014
- Жи/Ви: Живопись и Видео в отношениях. Галерея на Солянке. Москва, Россия
- Другой дом. В рамках Манифесты 10. Frantz Gallery Space, Санкт-Петербург, Россия
- Кристаллизация. Музей современного искусства Турку. Турку, Финляндия

2013
- Capital of Nowhere, 55 Венецианская биеннале, Венеция, Италия
- NightFall. Rudolfinum. Прага, Чехия
- Тень времени. Музей Царицыно, Москва
- Актуальный рисунок. Государственный Русский Музей. Санкт-Петербург, Россия

2012
- Выставка номинантов на премию Кандинского. Москва, Россия
- NightFall. MODEM. Дебрецен, Венгрия
- Тень времени. Государственный музей-заповедник Царицыно. Москва, Россия
- Выставка номинантов на премию Сергея Курехина. Санкт-Петербург, Россия

2011
- Гибель Петербурга. Name Gallery. Санкт-Петербург, Россия
- Книга художника. Музей современного искусства Эрарта, Санкт-Петербург, Россия
- Обратная перспектива. Галерея pop/off/art. Москва, Россия (параллельная программа, 4-я Московская биеннале современного искусства)
- Форум частных коллекций. Музей современного искусства PERMM. Пермь, Россия
- Миф. Машина. Человек. Erika Deak Gallery. Будапешт, Венгрия
- Пустота. Фонд RuArts. Москва, Россия
- Двери. Государственный Русский музей. Санкт-Петербург, Россия
- ЧБ. Музей современного искусства PERMM. Пермь, Россия
- 10-летие Галереи. Галерея Марины Гисич. Санкт-Петербург, Россия

2010
- Новая скульптура: хаос и структура. Новый музей. Санкт-Петербург, Россия
- Дуэль. Фонд RuArts. Москва, Россия
- День открытых дверей: особняк — гимназия — клиника — музей. Московский музей современного искусства. Москва, Россия
- Выставка номинантов на премию Кандинского. Москва, Россия
- ЧБ. Галерея Modernariat. Санкт-Петербург, Россия
- Всегда другое искусство. Коллекция Виктора Бондаренко. Московский музей современного искусства. Москва, Россия

2009
- Новая скульптура: хаос и структура. Галерея на Солянке. Москва, Россия
- Русские. Ober Gallery. Кент, Нью-Йорк, США
- Искусство про искусство. Государственный Русский музей. Санкт-Петербург, Россия
- Тишина. Красное Знамя. Санкт-Петербург, Россия
- Show Me а Него. Calvert 22. Лондон, Великобритания
- Recycling. Государственный Эрмитаж. Государственный центр современного искусства. Санкт-Петербург, Россия
- Пейзаж. Фонд RuArts. Москва, Россия
- Даль. 8-я Красноярская музейная биеннале. Красноярский музейный центр. Красноярск, Россия

2008
- Выставка номинантов на премию Кандинского. Москва, Россия
- Борис Иофан и Новый Вавилон. Галерея Ателье № 2. Москва, Россия

2007
- Искусство XX века в Санкт-Петербурге. ЦВЗ Манеж. Санкт-Петербург, Россия
- Эра космоса. Центральный музей связи им. А. С. Попова. Санкт-Петербург, Россия
- Кое-что о власти. 2-я Московская биеннале современного искусства. Государственный центр современного искусства. Москва, Россия
- Карта мне не нужна. Музей Анны Ахматовой в Фонтанном доме. Санкт-Петербург, Россия
- Новый Ангеларий. Московский музей современного искусства. Москва, Россия

2006
- Wake up! 3-я Балтийская биеннале. Рауми, Финляндия
- Пространство I. Восточная Галерея. Москва, Россия
- Пространство I. Belka&Strelka Project. Санкт-Петербург, Россия
- Russia Fly By. Hungart-7. Зальцбург, Австрия
- Новый Русский Авангард. Exhibition Hall BurdaYukom. Мюнхен, Германия
- Круг III. Belka&Strelka Project. Санкт-Петербург, Россия

2005
- Ступени. Университет им. Джавахарлала Неру, Нью-Дели, Индия
- Нимб для дома. Кухмалахти, Тампере, Финляндия
- Свет I. Belka&Strelka Project. Санкт-Петербург, Россия
- Памяти Ньютона. Междисциплинарный проект. Государственный центр современного искусства. Санкт-Петербург, Россия
- Я кликаю, следовательно я существую. MArs Gallery. Москва, Россия
- Human Project. Питерские. 1-я Московская биеннале современного искусства. ЦДХ. Москва, Россия
- Он был высокого роста… 100 лет со дня рождения Даниила Хармса. Государственный Русский музей. Санкт-Петербург, Россия
- Портрет лица. ЦСИ M’Ars. Галерея Марата Гельмана. Москва, Россия
- Коллаж в России. 20 век. Государственный Русский музей. Санкт-Петербург, Россия

2004
- Император Павел I: нынешний образ минувшего. Государственный Русский музей. Санкт-Петербург, Россия
- Лестница в небо. Арт-Клязьма. Москва, Россия
- Тишина. Новосибирский государственный художественный музей. Новосибирск, Россия
- NA KURORT. Kunsthalle. Бабен-Баден, Германия

2003
- Touch Me. Музей Анны Ахматовой в Фонтанном доме. Санкт-Петербург, Россия
- Пространство картины — пространство реальности. Музей Анны Ахматовой в Фонтанном доме. Гёте Институт. Санкт-Петербург, Россия
- Дигитал — Аналог. Новый отсчет. Галерея Марата Гельмана. ЦДХ. Москва, Россия

2002
- Русские художники. Gallery Garden. Гриндстед, Дания
- Проект Живая архитектура. Парк культуры и отдыха. Музей Анны Ахматовой в Фонтанном доме. Санкт-Петербург, Россия
- Утраченные герои. ARTGenda. Гамбург, Германия

2001
- MIR-PEACE. Галерея Борей. Санкт-Петербург, Россия
- Re: MIR-PEACE. ArtAgents Gallery. Гамбург, Германия
- MEDIA-PRIVET. Государственный Русский музей. Санкт-Петербург, Россия
- Дембельский альбом. Музей Анны Ахматовой в Фонтанном доме. Санкт-Петербург, Россия

2000
- Черные ящики сновидений. Интроспекция. Проект для З-го Международного фестиваля перфоманса и экспериментального искусства. Санкт-Петербург, Россия
- Фестиваль искусства Санкт-Петербурга. Musikhouset. Эсберг, Дания
- Межсезонье. Фотопроект. Арт-клиника. Санкт-Петербург, Россия

1999
- 4-я Международная биеннале графики. Новосибирский государственный художественный музей. Новосибирск, Россия
- Искусство натюрморта. Государственный Русский музей. Санкт-Петербург, Россия

1998
- Мифы и легенды. Государственный Русский музей. Санкт-Петербург, Россия

1997
- Культурный пейзаж Калининграда. Калининградская государственная художественная галерея. Калининград, Россия

1996
- 4-я Международная биеннале графики. Калининградская государственная художественная галерея. Калининград, Россия